# Франколини, Фабио
Фабио Франколини (итал. Davide Ghiotto; 12 августа 1986 года) — итальянский конькобежец; 4-кратный чемпион мира и 9-кратный призёр, 8-кратный чемпион Европы и 16-кратный призёр по роликобежному спорту, серебряный призёр  чемпионата мира, чемпион Италии в масс-старте и 4-кратный призёр по конькобежному спорту. Выступал за команду "Cosmo Ice Noale".

## Биография
Фабио Франколини начал кататься на роликовых коньках в возрасте 5-ти лет в своём родном городе Канту, последовав за двумя его старшими братьями. За свою карьеру он добился впечатляющих результатов. Итальянец является 4-кратным чемпионом мира и выиграл 16 европейских титулов в период с 2007 по 2012 год. В 2007 году стал чемпионом мира на дистанции 10 000 м в Кали, через год в испанском Хихоне в эстафете на 3000 м и в 2011 году в корейском Йосу.
В возрасте 25 лет Франколини переключился на конькобежный спорт в Базельга-ди-Пине, чтобы осуществить свою мечту об участии в Олимпийских играх. Он был одним из первых конькобежцев, полностью сосредоточившихся на масс-старте. В своём первом сезоне 2011/12 он участвовал на чемпионате Италии в многоборье и спринте, заняв сразу 4-е и 7-е места соответственно. В Нидерландах он участвовал в марафоне на коньках с командой "Bouw & Techniek", а позже с командой "AB Vakwerk". В 2014 году одержал свою первую (и единственную) победу на Кубке KPN по марафону в Тилбурге.
В 2015 году на своём первом чемпионате мира на отдельных дистанциях в Херенвене Фабио завоевал серебряную медаль в масс-старте, уступив только голландцу Арьяну Струтинге шесть сотых.  В сезоне 2015/16 он дебютировал на Кубке мира и сразу занял третье место в командной гонке, три вторых и одно третье в масс-старте. Следом стал чемпионом Италии в масс-старте и на чемпионате мира на отдельных дистанциях в Коломне поднялся на 4-е место в масс-старте.
В сезоне 2016/17 Фабио вновь стал третьим на Кубке мира в масс-старте, в декабре 2016 года занял 2-е место в масс-старте на чемпионате Италии и в феврале 2017 года на чемпионате мира на отдельных дистанциях в Канныне занял 10-е место в масс-старте. Летом 2017 года у итальянца диагностировали целиакию, хроническое заболевание кишечника и воспаление кишечника. Ему пришлось уйти из спорта и его олимпийская мечта рухнула. 
Но через 2 сезона он вернулся и участвовал в чемпионате Италии не только в конькобежном спорте, но и в катании на роликах, где занял 3-е место в соревнованиях на выбывание. В 2023 году он выиграл чемпионат Италии по роликобежному спорту на дистанции 10 000 м среди ветеранов. После пандемии COVID-19 с 2021 по 2023 год Франколини дважды занимал 3-е место и один раз 2-е в масс-старте на чемпионате Италии по конькобежному спорту.

## Личная жизнь
Фабио Франколини владеет тремя языками: английским, итальянским и испанским. Увлекается технологиями и шоппингом. Его жену зовут Ариадна,  а сына Микеле.